# Koompassia excelsa
Koompassia excelsa (conocida como tualang en la península de Malasia, tapang en Sarawak, mangaris en Sabah y bangris en Kalimantan) es una especie de árbol emergente de la selva tropical de la familia Fabaceae. Se encuentra en Indonesia, Malasia, Filipinas y Tailandia. Es una de las especies de árboles tropicales más altas: el espécimen medido más alto mide 85.8 m o 88 m de altura.
Estos árboles crecen principalmente en selvas tropicales de tierras bajas donde se elevan sobre el dosel. Como la mayoría de los árboles altos de la selva, tienen enormes raíces de contrafuerte para soportar su peso. Esto se debe a que la mayoría de los nutrientes en el suelo de la selva tropical se encuentran muy cerca de la superficie, lo que hace que las raíces grandes y extendidas sean más efectivas que las profundas.
Sus ramas crecen por encima del dosel (alrededor de 30 m) y tienen troncos resbaladizos que los protegen de los osos malayos, haciéndolos atractivos para las abejas melíferas gigantes Apis dorsata, que cuelgan sus enormes panales de las ramas. Las abejas también protegen a los árboles de los madereros, ya que el valor de la miel es más alto que el de la madera.
Hay una larga tradición en Borneo de que los panales de miel son recolectados por escaladores nativos usando escaleras de bambú integradas en el tronco y protegidas por el humo. Esto se refleja en el título de un libro de 'Poemas y cánticos de Sarawak Dayaks', que amplía el significado cultural de este árbol que une la tierra con el cielo...
Es un tabú nativo talar árboles tapang en partes de Sarawak, y solo los árboles caídos naturalmente (debido a las tormentas) se utilizan para madera.